# شهدخوار گلوآبی
شهدخوار گلوآبی (نام علمی: Anthreptes reichenowi) نام یک گونه از تیره شهدخواران است.